# Dalbergia bracteolata
Dalbergia bracteolata är en ärtväxtart som beskrevs av John Gilbert Baker. Dalbergia bracteolata ingår i släktet Dalbergia, och familjen ärtväxter. IUCN kategoriserar arten globalt som nära hotad. Inga underarter finns listade i Catalogue of Life.